# Кастања Векија (Терамо)
Кастања Векија (итал. Castagna Vecchia) је насеље у Италији у округу Терамо, региону Абруцо.
Према процени из 2011. у насељу је живело 20 становника. Насеље се налази на надморској висини од 359 м.